# لوتي مون
لوتي مون (بالإنجليزية: Lottie Moon)‏ هي مبشرة أمريكية، ولدت في 12 ديسمبر 1840 في مقاطعة ألبمارل في الولايات المتحدة، وتوفيت في 24 ديسمبر 1912 في ميناء كوبه في اليابان.